# アトリエの少年
『アトリエの少年』（アトリエのしょうねん、仏: Jeune garçon à l'atelier、英: Young Boy in the Studio）、または『若い素描家』（わかいそびょうか、仏: Le Jeune Dessinateur、英: The Young Draftsman）、または『小さな素描家』（ちいさなそびょうか、仏: Le Petit Dessinateur、英: The Little Draftsman）は、17世紀オランダ黄金時代の画家ヤン・リーフェンスが1644年にキャンバス上に油彩で制作した絵画である。ワルラン・ヴァイヤンの手になる本作のエングレービングが存在することから、かつてはヴァイヤンに帰属され、彼の自画像とされていた。リーフェンスの作品であると認められたのは、1932年になってからである。作品は1926年にジョルジョ・ヴィルダンスタン (Georges Wildenstein) から寄贈されて以来、パリのルーヴル美術館に所蔵されている。

## 作品

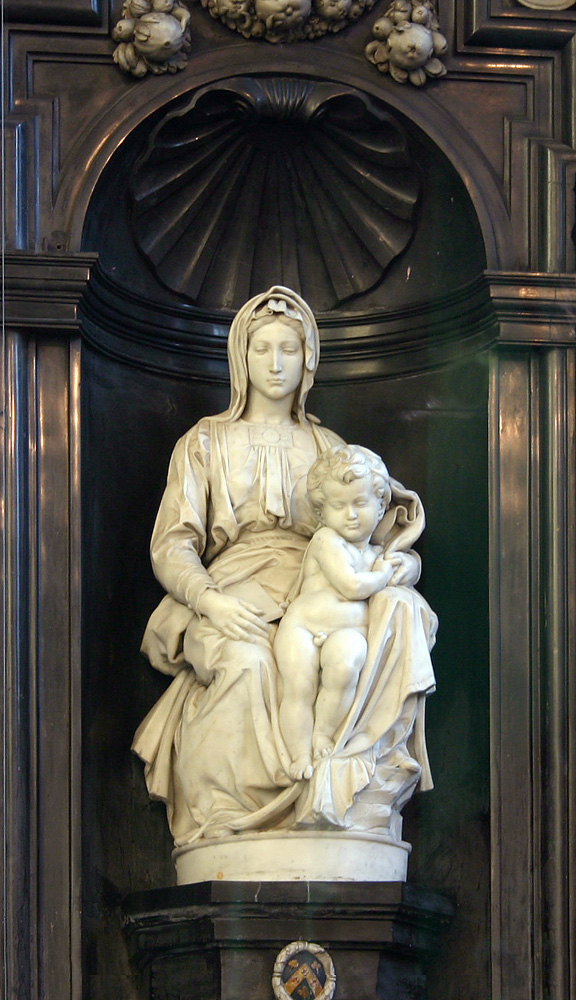
ミケランジェロ『ブルッヘの聖母子像』 (1503-1505年)、聖母教会 (ブルッヘ)

ライデンで暮らしたリーフェンスは、1631年まで同地で暮らしたレンブラントの同僚で、切磋琢磨するライバルであった。2人ともピーテル・ラストマンの弟子となり、やがて共同でアトリエを構えた。その後、リーフェンスは独自の画業の道を歩んだが、レンブラントが破産する寸前の1655年にアムステルダムに移り住み、レンブラント同様に貧窮した生活の中で1674年に死去した。
本作はリーフェンス初期の作品である。若い画家を描いたこの作品は風俗画であると同時に画家の職業を表したものとなっており、リーフェンス初期の卓越した技量がうかがわれる。アトリエの情景は暖かみのある色調で表現され、黄金色の光で満たされているように見える。
若い画家は読書に熱中しており、大きなスケッチブックには眼前の石膏像の頭部の習作が描かれている。この彫像は1506年から聖母教会 (ブルッヘ) に置かれていたミケランジェロの『ブルッヘの聖母子像』の幼子イエス・キリストで、イエスは慈愛に満ちた眼差しで若い画家と作品を見下ろしている。右側の暗がりに見えるのは、著名なローマ皇帝アウルス・ウィテッリウスの胸像である。